# Massacre de Bowling Green
Le massacre de Bowling Green est un évènement fictif mentionné par Kellyanne Conway, conseillère du président des États-Unis, lors d’une interview donnée le 2 février 2017 au journal d’informations télévisées Hardball with Chris Matthews. Conway a cité ce prétendu massacre pour justifier le décret présidentiel 13769 (qui interdit aux citoyens de certains pays de voyager et d’immigrer aux États-Unis), promulgué le 27 janvier 2017 par le président des États-Unis Donald Trump.

## Déclaration initiale
Conway a décrit ce « massacre » comme un attentat commis aux États-Unis par de faux réfugiés,. Conway a déclaré : 

« Je parie qu’il y avait très peu de couverture médiatique – je parie que cette information est nouvelle pour les gens – le président Obama a interdit le programme de réfugiés irakiens pour 6 mois après que deux Irakiens venus ici dans ce pays, se sont radicalisés – et ils étaient les cerveaux derrière le massacre de Bowling Green. Je veux dire, la plupart des gens ne le savent pas parce qu’il n’y a pas eu de couverture médiatique,. »

## Prolongement
Le lendemain de son entretien avec MSNBC, Conway a affirmé s’être mal exprimée en voulant utiliser le terme de « terroristes de Bowling Green » en référence à un incident réel impliquant deux ressortissants irakiens entrés sur le territoire américain comme réfugiés avant d’être arrêtés pour terrorisme à Bowling Green (Kentucky), au cours d’un épisode où personne n’a été blessé ou tué,,. Bien que ce fait ait été ignoré au moment de leur entrée aux États-Unis, ces deux hommes avaient fait usage d’engins explosifs improvisés en Irak. Accusés de terrorisme fédéral, ces hommes avaient tenté d’envoyer de l’argent et des armes à Al-Qaida en Irak après leur entrée aux États-Unis. Après avoir plaidé coupable, les deux hommes ont été condamnés pour avoir soutenu les attaques contre les troupes américaines alors qu’ils étaient encore en Irak ainsi que pour avoir tenté de fournir un soutien matériel à Al-Qaïda en Irak après leur arrivée aux États-Unis. L’un purge une peine d’emprisonnement à perpétuité tandis que l’autre purge une peine de 40 ans de prison fédérale. Au nombre des chefs d’accusations, on relève : « conspiration pour tuer des ressortissants américains à l’étranger, conspiration pour utiliser une arme de destruction massive contre des ressortissants américains à l’étranger, distribution d’informations sur la fabrication et l’utilisation d’engins explosifs improvisés, tentative de fournir un soutien matériel aux terroristes et conspiration de transférer, posséder et exporter des missiles Stinger ». Aucun des deux n’a jamais été accusé de complot d’attaques à l’intérieur des États-Unis,. La réponse directe du gouvernement Obama à cette arrestation avait été de remettre en question 58 000 réfugiés déjà dans le pays, d’imposer des enquêtes à 25 000 autres Irakiens encore en Irak et d’intensifier sensiblement le traitement des demandes irakiennes de visas et de réfugiés pendant six mois.

## Vérification des faits
Un certain nombre de vérificateurs de faits ont souligné que la déclaration de Conway, selon laquelle le président Barack Obama « a interdit pendant six mois le programme de réfugiés irakiens », était fausse,. Le Président Obama a réagi aux arrestations en imposant aux demandeurs de visa irakiens de nouvelles vérifications qui ont ralenti l'émission des visas de voyage en Irak. Les modifications apportées à la vérification des visas étant temporaires, certains réfugiés irakiens ont continué à être admis aux États-Unis tout au long de cette période. Aucun Irakien n’a mené d’attentat mortel aux États-Unis depuis l’invasion américaine de l’Irak en 2003.
Concernant l’arrestation à Bowling Green et les accusations, à laquelle Conway s’était référée en déclarant qu’elle n’avait reçu aucune couverture médiatique, celle-ci a été couverte à l’époque par environ 90 différents journaux.

## Réactions

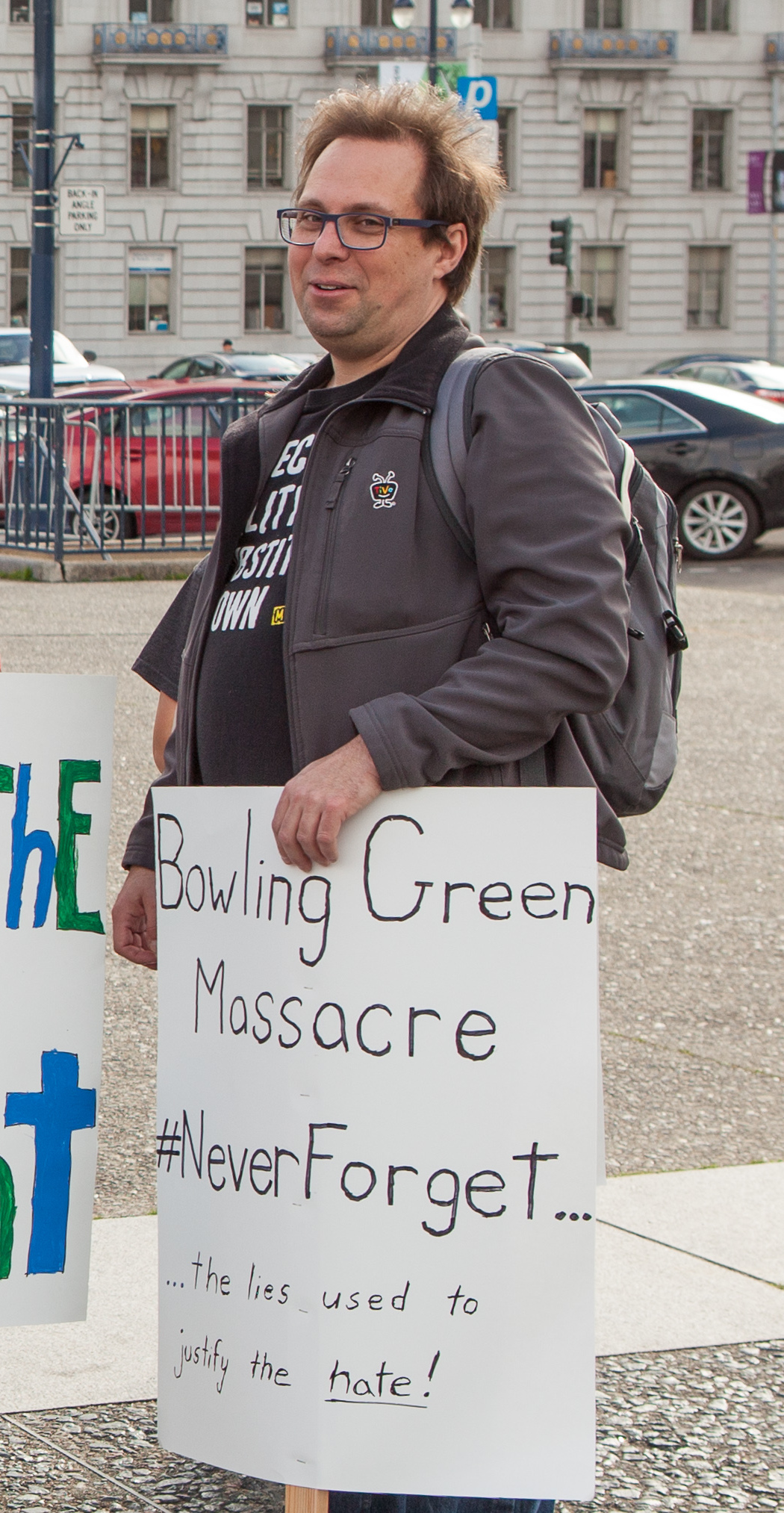
Lors d'une manifestations a San Francisco contre le « muslim ban » en 2017, des manifestants font référence à ce soi-disant massacre.